# 朱慶琪
朱慶琪是一位台灣女性物理學家，現任教於國立中央大學物理系。以開發物理教學相關演示實驗聞名。

## 生平
生於桃園縣，小學時與家人遷往台北。臺北市立中山女子高級中學畢業後於1988年獲得東吳大學物理系學士學位，之後分別於1990年和1998年在國立中央大學物理與天文研究所（該研究所已分拆為天文研究所和物理學系碩士班、博士班
）獲得碩士、博士學位。之後曾在星雲電腦股份公司任職，現於國立中央大學物理系專任教職，並兼任國立中央大學科學教育中心 （页面存档备份，存于）主任。
兼任中華民國物理教育學會第二十六、二十七屆理事(2010/09~2014/08)、二十八屆常務理事(2014/09~2016/08)、二十九屆常務理事兼副理事長(2016/09~2018/08)。

## 研究
- 原分子物理、物理教學[6]。

## 物理教學
朱慶琪致力於各種物理教學相關演示實驗的創作，並且所有已完成的實驗都可以在她主持的實驗室網站中看到。她並且是「假日科學廣場」科學推廣計畫主持人。

## 外部連結
- 物理演示實驗室 （页面存档备份，存于）
- 中央大學物理系朱慶琪網頁 （页面存档备份，存于）
- 物理系朱慶琪老師：從生活中探索物理[永久]
- 國立中央大學物理演示實驗室網頁 （页面存档备份，存于）
- 難以歸納的物理類別－朱慶琪／劉世南、林千琪 （页面存档备份，存于）  國立臺灣科學教育館，《科學研習》，2012年8月